# هاري بوتر وجماعة العنقاء
هاري بوتر وجماعة العنقاء هي رواية خيالية كتبتها الكاتبة البريطانية ج. ك. رولينغ وتُعتبر الرواية الخامسة في سلسلة هاري بوتر. ترصد الرواية كفاح هاري بوتر خلال عامه الخامس في مدرسة هوغوورتس للسحر والشعوذة، بما في ذلك العودة الخفية لعدوّه اللورد فولدمورت، وامتحانات مستوى السحر الاعتيادي (أو. دابليو. إل)، وزارة السحر التي وقفت في وجه هاري بوتر وأصدقائه. نُشرت الرواية في 21 يونيو 2003 من قبل دار بلومزبري في المملكة المتحدة، ومؤسسة إستلاستيك في الولايات المتحدة، ورينكوست في كندا. بيعت خمسة ملايين نسخة في أول 24 ساعة من النشر. يُعتبر هذا الكتاب الأطول ضمن السلسلة.
فاز هاري بوتر وجماعة العنقاء بالعديد من الجوائز، مثل جائزة أفضل كتاب لجمعية المكتبات الأمريكية للشباب في عام 2003. حوُّل الكتاب إلى فيلم عام 2007 بالإضافة إلى طرح إلكترونيك آرتس لعبة فيديو عن الرواية.

## النشر والإصدار
انتظر معجبو بوتر ثلاث سنوات بين إصدار الكتابين الرابع والخامس. بيعت 200 مليون نسخة من الكتب الأربعة الأولى وتُرجمت إلى 55 لغة في 200 دولة قبل إصدار الكتاب الخامس. حقق الكتاب، الذي يُعتبر جزءًا من سلسلة باتت ظاهرةً عالميةً، أرقامًا قياسيةً جديدةً في الطلب المسبق، إذ اصطف الآلاف من الناس خارج متاجر الكتب في 20 يونيو 2003 لتأمين نسخ من الكتاب في منتصف الليل. على الرغم من تواجد القوات الأمنية، سُرقت آلاف النسخ من مستودع إيرليستاون في ميرسيسايد في 15 يونيو 2003.